# 淵上澄雄
淵上 澄雄（ふちがみ すみお、1948年1月8日 - 2019年12月19日）は、岐阜県出身のプロ野球選手。ポジションは投手。

## 来歴・人物
岐阜短大付属岐阜高校では、エースとして秋の県大会優勝、東海大会ベスト4で1965年の春の選抜に出場して選手宣誓を務め、1回戦で東農大二高の小林邦彦（東農大三高監督）に完封負けを喫する。同年夏の甲子園県予選を勝ち抜き、三岐大会でも決勝に進出するが、海星高に敗退し甲子園出場を逸する。同年の岐阜国体に出場、決勝に進むが銚子商の木樽正明に抑えられ、準優勝にとどまる。
1965年ドラフト会議で大洋ホエールズから3位指名を受け入団。
1968年7月7日には中日ドラゴンズを相手に先発、8回を5安打1失点と好投しプロ初勝利。同年はローテーションの谷間ではあるが、7先発を含む25試合に登板し3勝を記録した。またイースタンリーグでは12試合登板、防御率0.13という驚異的な成績をマークしている。
1970年オフに池田重喜と共に、飯塚佳寛と平岡一郎との交換トレードでロッテオリオンズに移籍。
1971年限りで引退した。
右の本格派で外角低めの速球に威力があり、この球でカウントを有利にした後、切れの鋭いシュートで勝負した。また大きなカーブやシンカー、ナックルも武器であった。
2019年12月19日、心不全により揖斐川町の病院で死去（71歳没）。

## 詳細情報

### 年度別投手成績
| 年 度     | 球 団     | 登 板 | 先 発 | 完 投 | 完 封 | 無 四 球 | 勝 利 | 敗 戦 | セ 丨 ブ | ホ 丨 ル ド | 勝 率 | 打 者 | 投 球 回 | 被 安 打 | 被 本 塁 打 | 与 四 球 | 敬 遠 | 与 死 球 | 奪 三 振 | 暴 投 | ボ 丨 ク | 失 点 | 自 責 点 | 防 御 率 | W H I P |
| --------- | --------- | ----- | ----- | ----- | ----- | -------- | ----- | ----- | -------- | ----------- | ----- | ----- | -------- | -------- | ----------- | -------- | ----- | -------- | -------- | ----- | -------- | ----- | -------- | -------- | ------- |
| 1967      | 大洋      | 2     | 0     | 0     | 0     | 0        | 0     | 0     | --       | --          | ----  | 11    | 2.1      | 5        | 1           | 0        | 0     | 0        | 2        | 0     | 0        | 2     | 2        | 9.00     | 2.14    |
| 1968      | 大洋      | 25    | 7     | 0     | 0     | 0        | 3     | 3     | --       | --          | .500  | 245   | 56.2     | 62       | 5           | 23       | 1     | 1        | 35       | 1     | 0        | 32    | 25       | 3.95     | 1.50    |
| 1969      | 大洋      | 6     | 0     | 0     | 0     | 0        | 0     | 1     | --       | --          | .000  | 42    | 9.2      | 11       | 2           | 6        | 0     | 0        | 3        | 0     | 0        | 4     | 4        | 3.60     | 1.76    |
| 通算：3年 | 通算：3年 | 33    | 7     | 0     | 0     | 0        | 3     | 4     | --       | --          | .429  | 298   | 68.2     | 78       | 8           | 29       | 1     | 1        | 40       | 1     | 0        | 38    | 31       | 4.04     | 1.56    |

### 背番号
- 12 （1966年）
- 49 （1967年 - 1968年）
- 28 （1969年 - 1971年）